# اووین دول
اووین دول (انگلیسی: Owain Doull؛ زادهٔ ۲ مهٔ ۱۹۹۳) دوچرخه‌سوار اهل بریتانیا است.
از باشگاه‌هایی که در آن بازی کرده‌است می‌توان به تیم اسکای، و تیم اسکای، اشاره کرد.
وی در مسابقات کشوری و بین‌المللی در مجموع برندهٔ ۴ مدال طلا، ۲ مدال نقره شده‌است.